# Gozón
Gozón é um concelho (município) da Espanha na província e Principado das Astúrias. Tem 81,72 km² de área e em 2019 tinha 10 333 habitantes (densidade: 126,4 hab./km²).

## Demografia
| Variação demográfica do município entre 1991 e 2004 | Variação demográfica do município entre 1991 e 2004 | Variação demográfica do município entre 1991 e 2004 | Variação demográfica do município entre 1991 e 2004 |
| --------------------------------------------------- | --------------------------------------------------- | --------------------------------------------------- | --------------------------------------------------- |
| 1991                                                | 1996                                                | 2001                                                | 2004                                                |
| 11570                                               | 11410                                               | 11074                                               | 10744                                               |

## Património
- Centro de Interpretação do Meio Marinho de Cabo Peñas - a sua lâmpada, em boa medida devido à altura do cantil, projecta a luz com maior alcance de Espanha[2].